# Austrian Airlines
A Austrian Airlines é a companhia aérea de bandeira da Áustria, assegurando ligações ao Aeroporto de Faro e da Madeira. Com mais de 40 anos de operações no "coração" da Europa, a Austrian tem como seu Hub de operações o Aeroporto Internacional de Viena, servindo 130 destinos em 66 países, nos 5 continentes(compartilhados com a Lauda Air).
A empresa se caracteriza pela frota moderna, nova e respeitosa com o meio ambiente, contando com 104 aeronaves de vida-média 6,2 anos cada. É membro da Star Alliance desde de 26 de Março de 2000.

## História

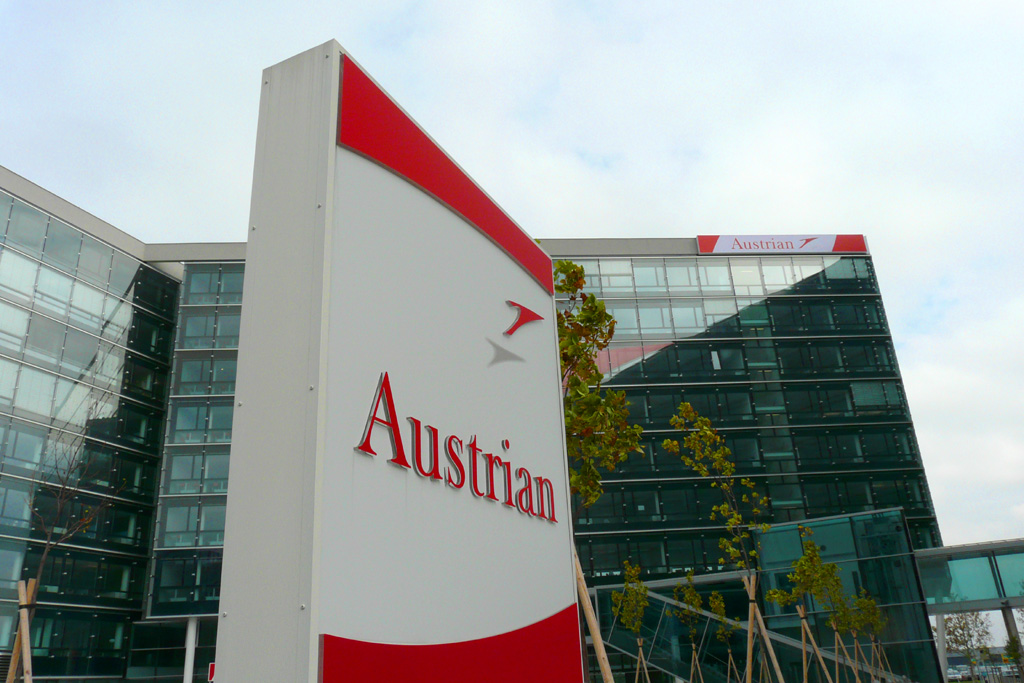
A sede da Austrian Airlines

A Aústria foi o primeiro país do mundo a estabelecer uma rota regular internacional de conexão entre Viena e Kiev, em 1918 servindo apenas para o transporte de correio.
A Austrian Airlines nasceu em 31 de Março de 1958, com a fusão das antigas "Austrian Airways" e "Air Austria", tendo Londres como destino de seu voo inaugural. Sempre tendo o pioneirismo como característica marcante, foi a primeira a voar para pontos até então desconhecidos do Leste Europeu.
Foi comprada pela Lufthansa no dia 15 de novembro de 2008. Estava sendo disputada pela russa S7 e pelo grupo franco-holandês Air France/KLM.

## Códigos Internacionais
- IATA Código: OS
- ICAO Código: AUA
- Designação: Austrian

## Frota Aérea
Em Março de 2025, a frota era composta por: 

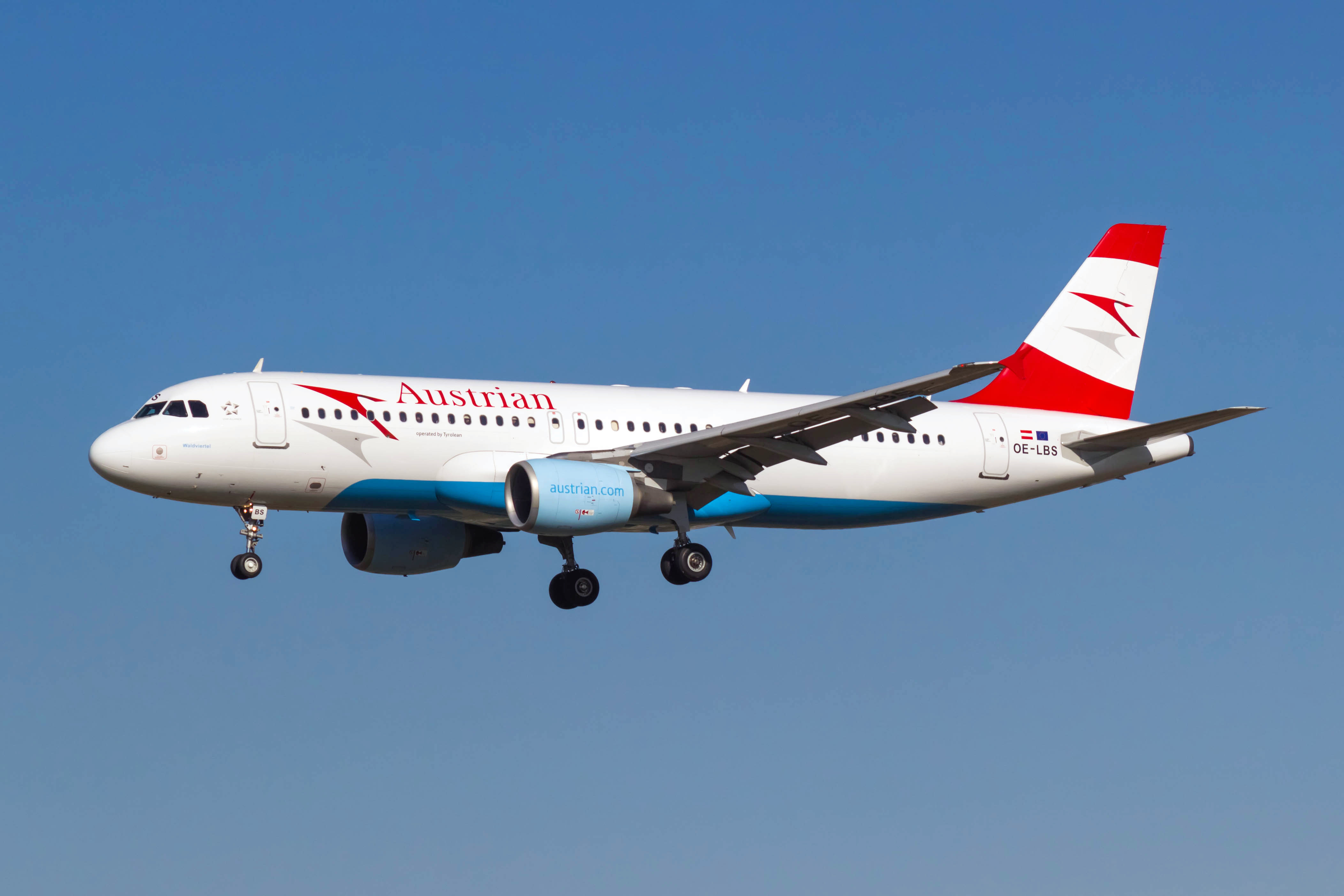
Airbus A320 da Austrian Airlines.

29 Airbus A320-200 
5 Airbus A320neo 
3 Airbus A321-100 
3 Airbus A321-200 
3 Boeing 767-300 
6 Boeing 777-200 
2 Boeing 787-9 
17 Embraer ERJ-195  